# Meliosma lepidota
Meliosma lepidota är en tvåhjärtbladig växtart. Meliosma lepidota ingår i släktet Meliosma och familjen Sabiaceae.

## Underarter
Arten delas in i följande underarter:
- M. l. dolichomischa
- M. l. kinabaluensis
- M. l. lepidota
- M. l. vulcanica